# Herman Rosell
Herman Natanael Rosell, född 22 september 1893 i Slätthögs församling, Kronobergs län, död 22 november 1969 i Lundby församling, Göteborg
, var en svensk träsnidare.
Han var son till skomakaren Johan Aron Rosell och Augusta Johnson och från 1928 gift med Hilda Fredrika Pettersson. Rosell var helt autodidakt som träsnidare och utförde små snidade skulpturgrupper som skildrade livet för de svenska bönderna under 1800-talet. Hans karakteriseringsförmåga var mycket god och han bästa verk tål en jämförelse med Döderhultarn. Stilistiskt finns dock några skillnader och Rosell såg arbeten utförda av Döderhultarn först efter att han hittat sin egen stil. Hans skärningsteknik är mindre grov och saknar även Döderhultarns impressionistiska intryck. Separat ställde han bland annat ut i Trollhättan och han medverkade i Öresundsmässan i Helsingborg 1956 och Smålandsmässan i Rydaholm 1957 och på en utställning med träsnidare på Vänersborgs museum 1960 som senare visades som vandringsutställning i USA. Sveriges television visade 1959 en film om Rosells skulpturer.